# Valšov (stacja kolejowa)
Valšov – stacja kolejowa w Valšovie, w kraju morawsko-śląskim, w Czechach pod adresem Valšov 69. Znajduje się na wysokości 525 m n.p.m. i leży na linii kolejowej nr 310 oraz 311 (jako jej stacja początkowa).